# Eddy Yusof
Eddy Yusof (né le 2 octobre 1994 à Pfäffikon (Zurich)) est un gymnaste artistique suisse.

## Carrière sportive
Il est médaillé de bronze par équipes aux Championnats d'Europe de gymnastique artistique masculine 2016 à Berne.